# Obsèques nationales de John F. Kennedy

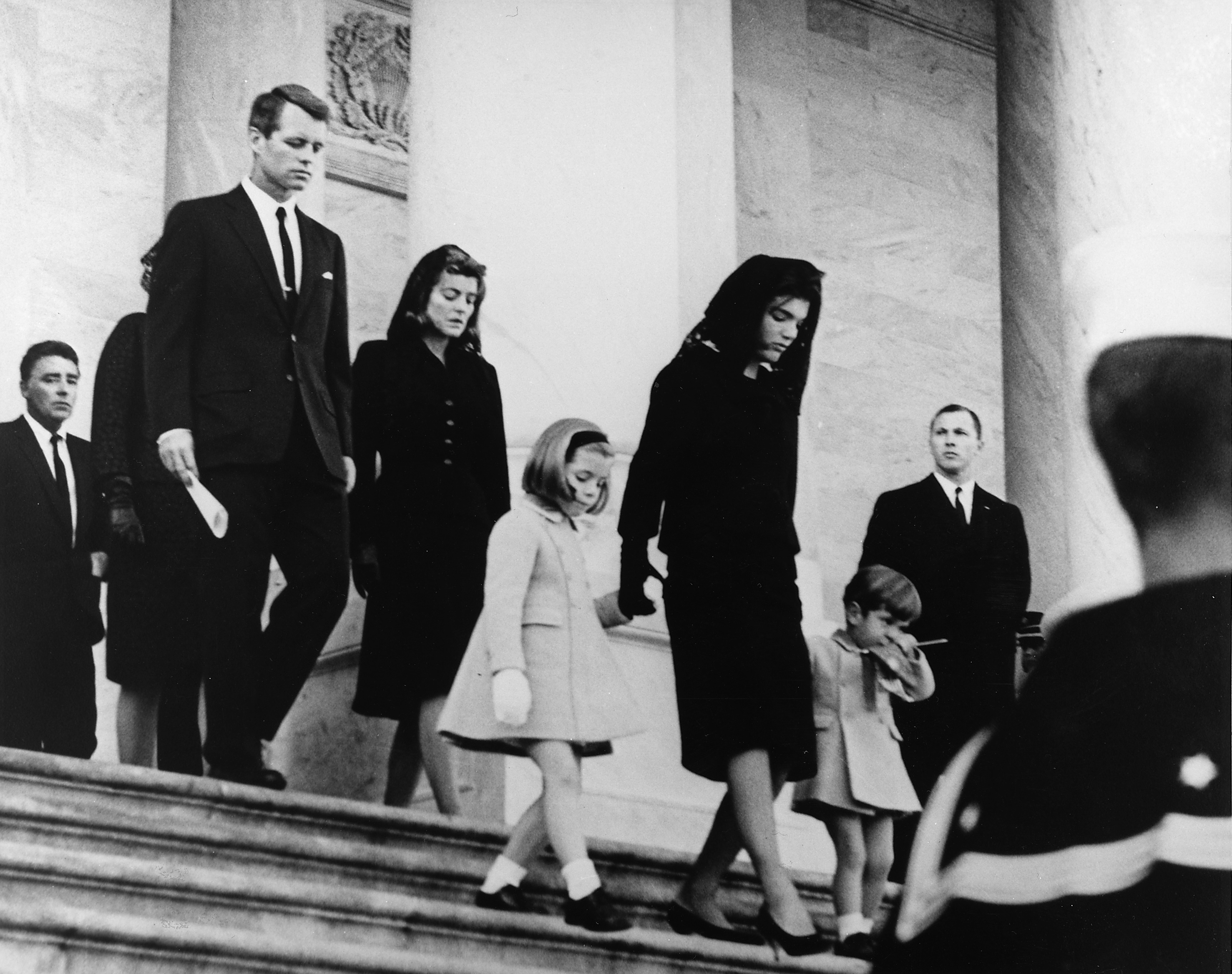
Robert Kennedy et Patricia Kennedy Lawford suivant Jacqueline Kennedy quittant le Capitole des États-Unis avec John F. Kennedy, Jr. et Caroline Kennedy, après avoir vu le cercueil de John F. Kennedy.

Les funérailles nationales de John F. Kennedy, 35e président des États-Unis, se sont déroulées le 25 novembre 1963 à Washington, D.C.,(le jour de l'anniversaire de son fils, John Fitzgerald Kennedy Jr.) trois jours après son assassinat, le vendredi 22 novembre 1963, à Dallas, au Texas.
Le corps du président Kennedy a été ramené à Washington, peu après sa mort, et a été placé dans la East Room de la Maison Blanche pendant 24 heures,. Le dimanche après l'assassinat le cercueil drapé du drapeau américain a été transporté au Capitole des États-Unis. Tout au long de la journée et de la nuit, des centaines de milliers de personnes ont fait la queue pour voir le cercueil. Le drapeau qui était présent sur son cercueil a été ramené à son père Joseph Patrick Kennedy (Joe) par sa femme Jacqueline Kennedy (Jackie).
Les représentants de 90 pays ont assisté aux obsèques nationales le lundi 25 novembre notamment le président français Charles de Gaulle, le chancelier allemand Ludwig Erhard, le Premier ministre britannique Alexander Douglas-Home, le prince consort du Royaume-Uni Philip Mountbatten ou le roi des Belges Baudouin (roi des Belges).
Après une messe de requiem à la cathédrale Saint-Matthieu de Washington, le président a été inhumé au cimetière national d'Arlington en Virginie.